# Otto Furrer
Otto Furrer (* 19. Oktober 1903 in Zermatt; † 26. Juli 1951 am Matterhorn) war ein erfolgreicher Schweizer Skirennfahrer, Skilangläufer, Militärpatrouillenläufer und Bergsteiger der 1920er und 1930er Jahre und gilt als Mitbegründer des Schweizer Wintersportortes Zermatt.

## Biografie
Otto Furrer bekam 1925 sein Bergführerpatent und wurde zum Pionier von Skitouren im alpinen Hochgebirge. Bereits 1935 gründete er die Skischule Zermatt und stand ihr bis 1951 als Leiter vor. Daneben war er Mitglied der technischen Kommission des Schweizerischen Skischulverbandes.
Bekannt wurde Otto Furrer vor allem auf Grund seiner sportlichen Erfolge. So gewann er 1932 die Goldmedaille in der Alpinen Kombination und vier weitere Medaillen bei Alpinen Skiweltmeisterschaften. Furrer war ein, wie es der damaligen Zeit entsprach, Allround-Sportler und betrieb neben dem alpinen Skilauf noch den Skilanglauf sowie den Militärpatrouillenlauf. Dass er auch in diesen Sportarten erfolgreich war, bewies Otto Furrer mit dem Gewinn der Bronzemedaille in der Schweizer Mannschaft mit Fritz Kuhn, Hugo Lehner und Anton Julen im Militärpatrouillenlauf sowie dem 21. Platz im Langlaufbewerb über 18 km bei den Olympischen Spielen in St. Moritz 1928.
1951 verunglückte er am Südgrat des Matterhorns, ausgelöst durch einen Riss des Seils am Tyndall Pic.

## Erfolge

### Olympische Winterspiele
- Bronzemedaille im Militärpatrouillenlauf (Vorführbewerb) in St. Moritz 1928

### Alpine Skiweltmeisterschaften
- Goldmedaille und Weltmeister in der alpinen Kombination in Cortina d’Ampezzo 1932
- Silbermedaille in der Abfahrt in Mürren 1931
- Silbermedaille im Slalom in Cortina d’Ampezzo 1932
- Bronzemedaille in der Abfahrt in Cortina d’Ampezzo 1932
- Bronzemedaille in der Alpinen Kombination in Innsbruck 1933

### Sonstige Wettbewerbe
- Mehrfacher Sieger bei Arlberg-Kandahar-Rennen

- Slalom: 1932, 1934
- Abfahrt: 1931, 1932, 1934
- Kombination: 1931, 1932, 1934